# Windmühle Gernrode

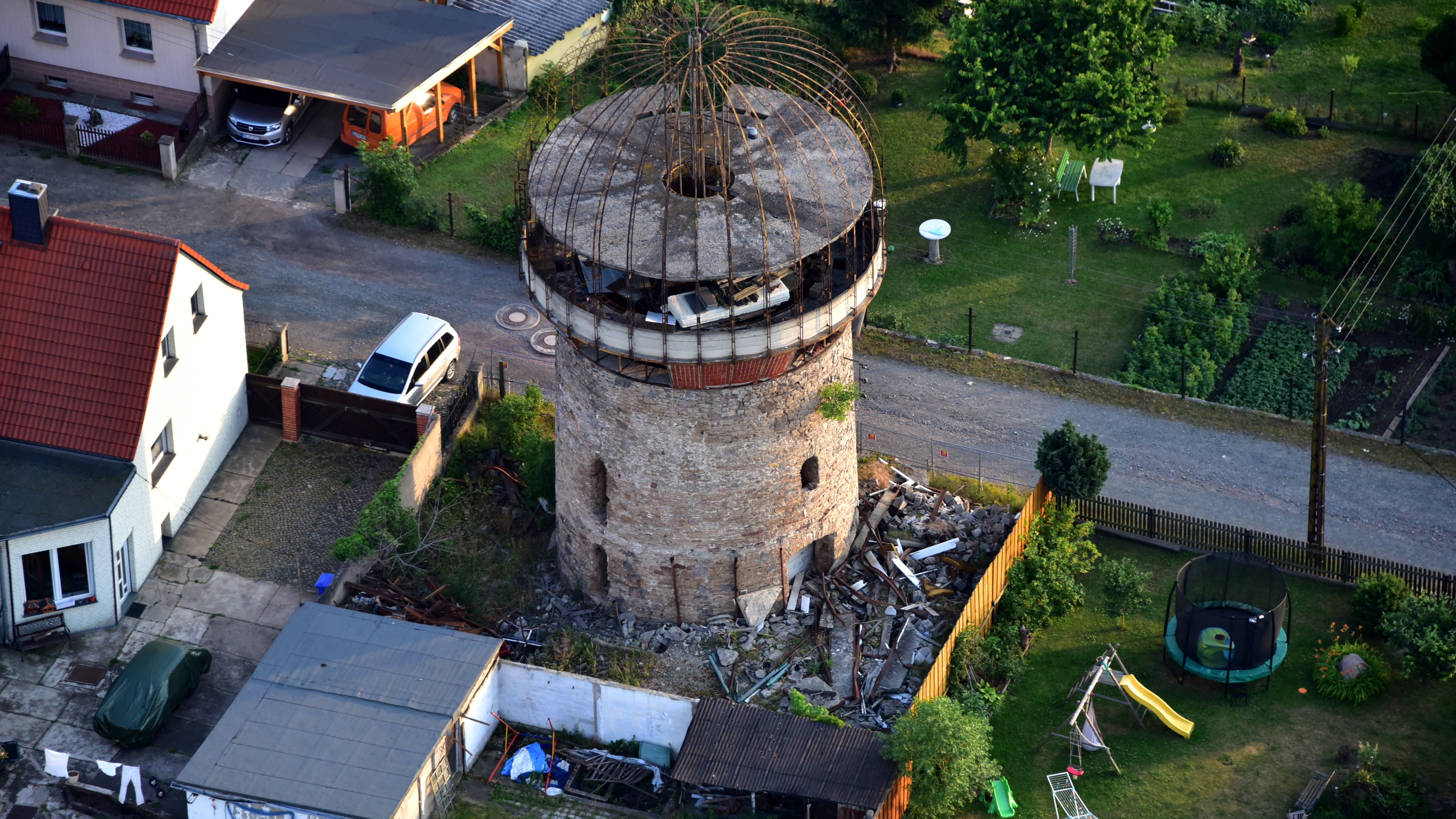
Windmühle Gernrode, Luftaufnahme (2017)

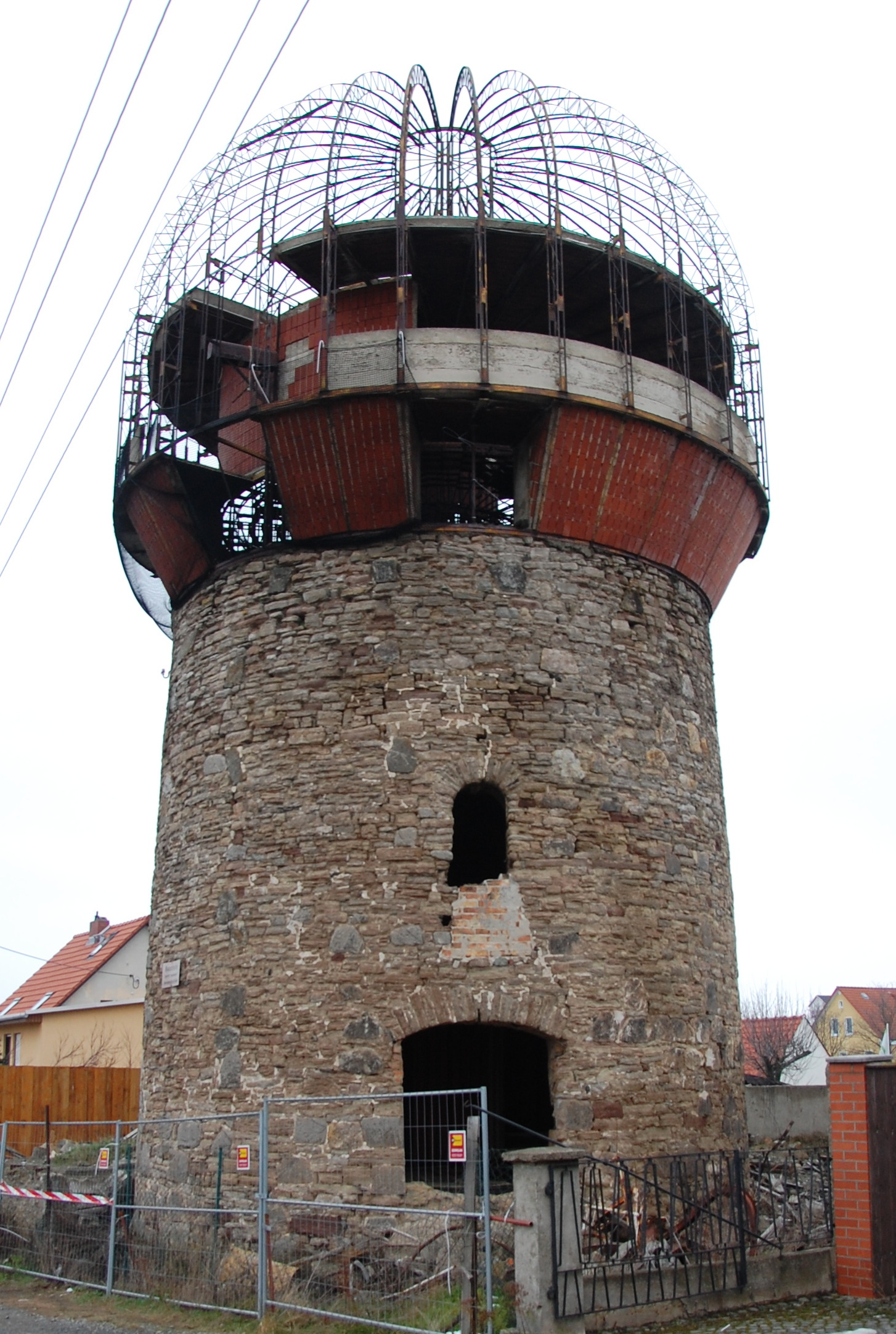
Windmühle Gernrode, 2014

Die Windmühle Gernrode ist eine denkmalgeschützte Windmühle im zur Stadt Quedlinburg in Sachsen-Anhalt gehörenden Ortsteil Stadt Gernrode.

## Lage

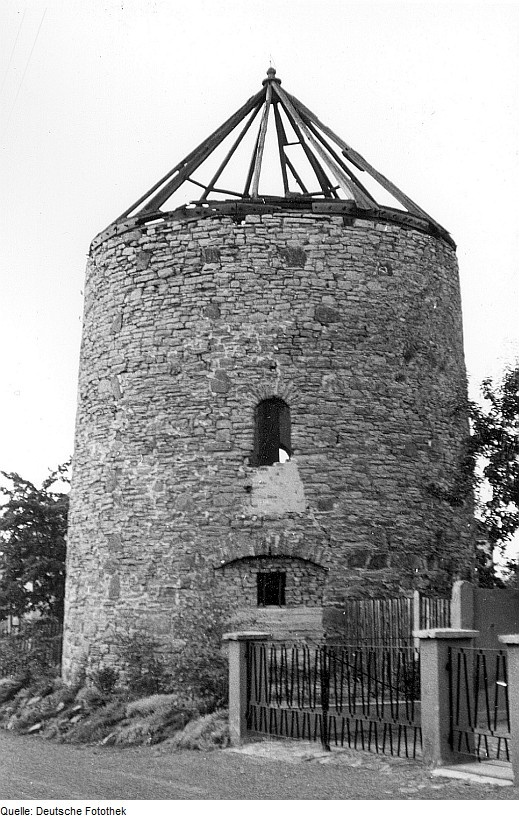
Mühle im August 1973

Sie befindet sich nordöstlich des Gernröder Ortskerns auf der Ostseite der Straße An der Mühle (bis 31. Dezember 2011 Mühlenstraße) und ist im örtlichen Denkmalverzeichnis als Mühle eingetragen.

## Architektur und Geschichte
Die Turmholländerwindmühle wurde im ersten Viertel des 19. Jahrhunderts errichtet. Nach anderen Angaben entstand an dieser Stelle bereits 1713 eine Windmühle, nachdem die zuvor schon bestehende Windmühle auf dem Bückeberg bei einem Sturm im Jahr 1713 zerstört worden war und an diesem neuen Standort ein Ersatzneubau erfolgte. Letzter Müller war David Schiele, der dann jedoch während eines Umbaus der Kirche in den Hof Burgstraße 4 verzog. Ein neuer Eigentümer versuchte dann, in den 1980er Jahren die Mühle zu Wohnzwecken umzubauen. Der Umbau wurde jedoch nicht abgeschlossen. Der derzeit (Stand 2014) bestehende, futuristisch wirkende Aufbau auf dem Stumpf geht auf diese Baumaßnahme zurück.
Die sanierungsbedürftige Windmühle hat einen aus Bruchsteinen errichteten Turmschaft, der sich nach oben etwas verjüngt. Im Turmschaft bestehen vier als Rundbögen ausgeführte Fenster- und eine Türöffnung. Der historische Aufbau samt den Mühlenflügeln ist nicht erhalten.